# Lingua araba egiziana
L'arabo egiziano, localmente conosciuto come lingua colloquiale (in arabo اللغة العامّية‎?, al-lugha al-ʿāmmiyya), o semplicemente egiziano (in arabo مَصرى‎?, maṣrī), è il dialetto arabo vernacolare parlato in Egitto.
Al 2022 è parlato da 74,1 milioni di parlanti totali.
L'egiziano è un dialetto della lingua araba, appartenente alla famiglia delle lingue afro-asiatiche ed ebbe origine nel Delta del Nilo, nel Basso Egitto: si evolse dall'arabo coranico (portato in Egitto, durante la conquista musulmana del VII secolo d.C.). La struttura grammaticale dell'arabo egiziano è influenzata dalla lingua copta (che era la lingua madre della stragrande maggioranza degli egiziani della Valle del Nilo, prima della conquista musulmana); il dialetto stesso, in seguito, fu influenzato anche da lingue straniere e coloniali come il francese, l'italiano, il greco, il turco ottomano e l'inglese. I cento milioni di egiziani parlano un continuum dialettale, di cui il cairota è il più importante. L'arabo egiziano è compreso nella maggior parte dei paesi di lingua araba a causa dell'ampia influenza egiziana nella regione, soprattutto attraverso il cinema e la musica. Tutti questi fattori contribuiscono a renderlo la varietà di arabo dialettale più parlata e di gran lunga più studiata nel mondo.
Sebbene sia principalmente una lingua parlata, è utilizzato in forma scritta in romanzi, opere teatrali e poesie (letteratura volgare), così come nei fumetti, nella pubblicità, in alcuni giornali e nelle trascrizioni di canzoni popolari e in generale in opere scritte di carattere leggero e di intrattenimento, ma non mancano anche opere letterarie più impegnate. Nella maggior parte degli altri media scritti, in particolare quelli di carattere ufficiale, culturale e religioso e nei notiziari radiofonici e televisivi viene utilizzato l'arabo moderno standard (una lingua formale standardizzata basata sulla lingua del Corano, cioè l'arabo classico). Il volgare egiziano è quasi universalmente scritto in alfabeto arabo per l'utilizzo locale (sebbene sia comunemente trascritto in lettere latine o in alfabeto fonetico internazionale in testi e libri di linguistica finalizzati all'insegnamento a persone non madrelingua in modo da rendere adeguatamente le particolarità del vocalismo, che sarebbe altrimenti assente o reso in modo imperfetto, e della reale pronuncia di alcune consonanti diversa da quella dell'arabo moderno standard).

## Denominazione
Gli egiziani, generalmente, definiscono la loro lingua "arabo" (عربى, [ˈʕɑrɑbi:]) quando viene confrontata con lingue non arabe; "egiziano colloquiale" (العاميه المصريه, [el.ʕæmˈmejjæ l.mɑsˤˈɾejjɑ]) o semplicemente "ʿāmmiyya" (عامية, colloquiale) quando confrontata con l'arabo standard; "dialetto egiziano" (اللهجه المصريه, [elˈlæhɡæ l.mɑsˤˈɾejjɑ]) o semplicemente "maṣrī" (مَصرى, [ˈmɑsˤɾi:], egiziano) quando confrontata con altri dialetti arabi vernacolari. A volte, è chiamata anche "lingua egiziana moderna" (اللغه المصريه الحديثه, pronuncia egiziana: [elˈloɣæ l.mɑsˤˈɾejjɑ l.ħæˈdiːsæ]).
Il termine "arabo egiziano" viene solitamente usato come sinonimo di "arabo cairota" (una variante dell'arabo egiziano) mentre il nome nativo del Paese, Maṣr, è spesso usato localmente, per riferirsi al Cairo stesso. Come nel caso del francese parigino, l'arabo cairota è, di gran lunga, il dialetto più diffuso nel Paese.

## Distribuzione geografica
Il numero totale di persone parlanti l'arabo egiziano è 74,1 milioni, gran parte dei quali sono madrelingua egiziani (inclusi i diversi dialetti regionali). Inoltre, sono presenti comunità egiziane in Medio Oriente, in Europa, in Nord America, in Sud America, in Australia e nel Sud-est asiatico.
Tra le diverse varietà dell'arabo, l'arabo egiziano (basato sul dialetto della capitale) è l'unico ad essere diventato una lingua franca in altre aree del mondo arabo, principalmente per due motivi: la proliferazione e la popolarità dei film egiziani (e di altri media nella regione, dall'inizio del XX secolo), nonché il gran numero di insegnanti e professori egiziani che sono stati determinanti nella creazione dei sistemi scolastici di vari paesi della Penisola arabica e che hanno anche insegnato in quelle zone e in altri paesi come l'Algeria e la Libia. Inoltre, molti artisti libanesi preferiscono cantare in egiziano.
Nella parte sud del Paese è invece diffusa un'altra varietà dialettale di arabo detta ṣa‘īdī.
L'arabo egiziano, quando viene utilizzato in documenti, mezzi di comunicazione, discorsi e, talvolta, a scopo liturgico, è fortemente influenzato dall'arabo cairota con parole di origine neoaraba o è caratterizzato da un continuo interscambio tra l'arabo cairota e l'arabo moderno standard.

## Storia
Prima della diffusione dell'Islam, l'arabo era parlato soltanto in alcune aree dell'Egitto come il deserto orientale e la penisola del Sinai. Tuttavia, gli egiziani della Valle del Nilo adottarono lentamente l'arabo come lingua scritta dopo la conquista musulmana dell'Egitto nel VII secolo; fino ad allora, avevano parlato la koinè o l'egizio (nella sua forma copta). Un periodo di bilinguismo copto-arabo, nel Basso Egitto, durò per più di tre secoli; il periodo sarebbe durato molto più a lungo nel sud. L'arabo era già familiare agli egiziani della valle anche quando veniva parlato in tutto il deserto orientale e nel Sinai ed era anche una lingua minoritaria di alcuni residenti della Valle del Nilo come i Qift (nell'Alto Egitto, attraverso il commercio preislamico con i Nabatei, nella penisola del Sinai e nella parte più orientale del delta del Nilo). L'arabo egiziano iniziò a prendere vita a Fustat, la prima capitale islamica dell'Egitto (ora parte del Cairo).
Uno dei primi utilizzi linguistici dell'arabo cairota è presente in un documento del XVI secolo, intitolato Dafʿ al-ʾiṣr ʿan kalām ahl Miṣr (دفع الإصر عن كلام أهل مصر , "La rimozione del fardello dalla lingua del popolo del Cairo") di Yusuf al-Maghribi (يوسف المغربي), contenente informazioni chiave sul primo arabo cairota e sulla situazione linguistica dell'Egitto nel Medioevo. Lo scopo principale del documento era mostrare che mentre il volgare cairota conteneva molti "errori" critici (rispetto all'arabo classico), secondo al-Maghribi era anche correlato all'arabo sotto altri aspetti. Con poche ondate di immigrazione dalla penisola arabica, come l'esodo dei Banu Hilal (che, in seguito, lasciarono l'Egitto e si stabilirono in Marocco e in Tunisia), e l'islamizzazione e arabizzazione in corso del paese, molteplici varietà arabe (una delle quali fu l'arabo egiziano), soppiantarono lentamente il copto; i cronisti locali menzionano l'uso continuato del copto, come lingua parlata, fino al XVII secolo da parte delle contadine dell'Alto Egitto. Il copto oggi viene ancora utilizzato come lingua liturgica dalla Chiesa ortodossa copta.
L'interesse per il volgare locale iniziò nel 1800 (in opposizione alla lingua della classe dirigente, il turco) mentre stava prendendo forma il "Movimento nazionale egiziano per l'autodeterminazione". Per molti decenni a seguire, nei circoli intellettuali egiziani avvennero accese discussioni riguardo alle questioni sulla riforma e alla modernizzazione dell'arabo; le proposte andavano dallo sviluppo di neologismi alla sostituzione della terminologia arcaica, nell'arabo standard moderno, con la semplificazione delle regole sintattiche e morfologiche e l'introduzione di colloquialismi per completare anche l'"egizianizzazione" (تمصير, tamṣīr), abbandonando il cosiddetto arabo standard moderno a favore del maṣrī o arabo egiziano. All'inizio del 1900 molte parti della Bibbia furono pubblicate in arabo egiziano dalla Nile Mission Press.
I fautori della riforma linguistica, in Egitto, inclusero Qasim Amin (che scrisse anche il primo trattato femminista egiziano), l'ex presidente dell'Università egiziana, Ahmed Lutfi el-Sayed, e il noto intellettuale Salama Moussa. Adottarono un approccio modernista e laico e non furono d'accordo con la credenza che l'arabo fosse una lingua immutabile (a causa della sua associazione con il Corano). Il primo romanzo egiziano moderno, in cui i dialoghi furono scritti in volgare, fu Zaynab di Muhammad Husayn Haykal, nel 1913; mentre, nel 1932, l'intero Nuovo Testamento e alcuni libri dell'Antico Testamento vennero pubblicati in arabo egiziano; invece, fu solo nel 1966 che venne interamente scritto in arabo egiziano, il primo libro egiziano: Kantara Who Disbelieved di Mustafa Musharafa. Altri romanzieri importanti, come Ihsan Abdel Quddous e Yūsuf Idrīs, e poeti, come Salah Jahin, Abdel Rahman el-Abnudi e Ahmed Fouad Negm, contribuirono a consolidare la letteratura vernacolare, come genere letterario distinto.

## Status
L'arabo egiziano non ha uno status ufficiale e non è ufficialmente riconosciuto come lingua (anche se possiede un proprio codice lingua ISO); come in tutti i paesi di lingua araba, la legge costituzionale riconosce solo l'arabo standard come lingua ufficiale dello Stato.